# Brevoxathres
Brevoxathres es un género de escarabajos longicornios de la tribu Acanthocinini.

## Especies
- Brevoxathres albobrunneus (Gilmour, 1962)
- Brevoxathres fasciata Gilmour, 1959
- Brevoxathres irrorata Monne, 2007
- Brevoxathres seabrai Monne, 2007
- Brevoxathres x-littera (Melzer, 1932)